# 迈克尔·迪布
迈克尔·迪布（1940年4月29日—）是一位英国纪录片导演，从影超过半个世纪。